# Emilio Estevez
Emilio Estevez sinh ngày 12 tháng 5 năm 1962 tại New York. Ông là diễn viên kiêm sản xuất phim người Mỹ.